# Храповой механизм
Храпово́й механи́зм (храпови́к или трещо́тка) — механизм, который обеспечивает свободное поступательное или вращательное движение храпового колеса или круга только в одном направлении, блокируя движение в обратную сторону. 
Храповик обычно имеет форму зубчатого колеса (храповое колесо) с несимметричными зубьями, имеющими упор с одной стороны. Движение колеса в обратную сторону ограничивается «собачкой», которая прижимается к колесу пружиной или под собственным весом. 

## Применение
Храповые механизмы имеют широкий спектр применения — например, в турникетах, гаечных ключах, заводных механизмах, домкратах, лебёдках, замках наручников и так далее.